# 栃木県道25号那須烏山矢板線
栃木県道25号那須烏山矢板線（とちぎけんどう25ごう なすからすやまやいたせん）は、栃木県那須烏山市から矢板市に至る県道（主要地方道）である。

## 概要

### 路線データ
- 総延長：25.708 km[1]
- 実延長：25.483 km[1]
- 起点：栃木県那須烏山市神長（神長交差点＝栃木県道10号宇都宮那須烏山線交点）
- 終点：栃木県矢板市中（東町交差点＝国道4号交点）
- 認定：1962年（昭和37年）8月10日

## 歴史
- 1962年（昭和37年）8月10日 - 主要地方道烏山矢板線として認定。
- 1993年（平成5年）5月11日 - 建設省から、県道烏山矢板線が烏山矢板線として主要地方道に指定される[2]。
- 2008年（平成20年）4月1日 - 路線名を那須烏山矢板線に変更[3]。
- 2021年（令和3年）7月29日 - 鹿子畑工区 (4.5 km) が全線開通[4]。

## 路線状況

### 重複区間
- 栃木県道114号佐久山喜連川線（さくら市南和田 - さくら市下河戸）

### 交通量
24時間自動車類交通量（台/日）
- 那須烏山市上川井521：1,903
- さくら市金枝916-4：1,478
- 矢板市成田1262：2,806

## 地理

### 通過する自治体
- 那須烏山市
- さくら市
- 矢板市

### 交差する道路
- 栃木県道10号宇都宮那須烏山線（起点）

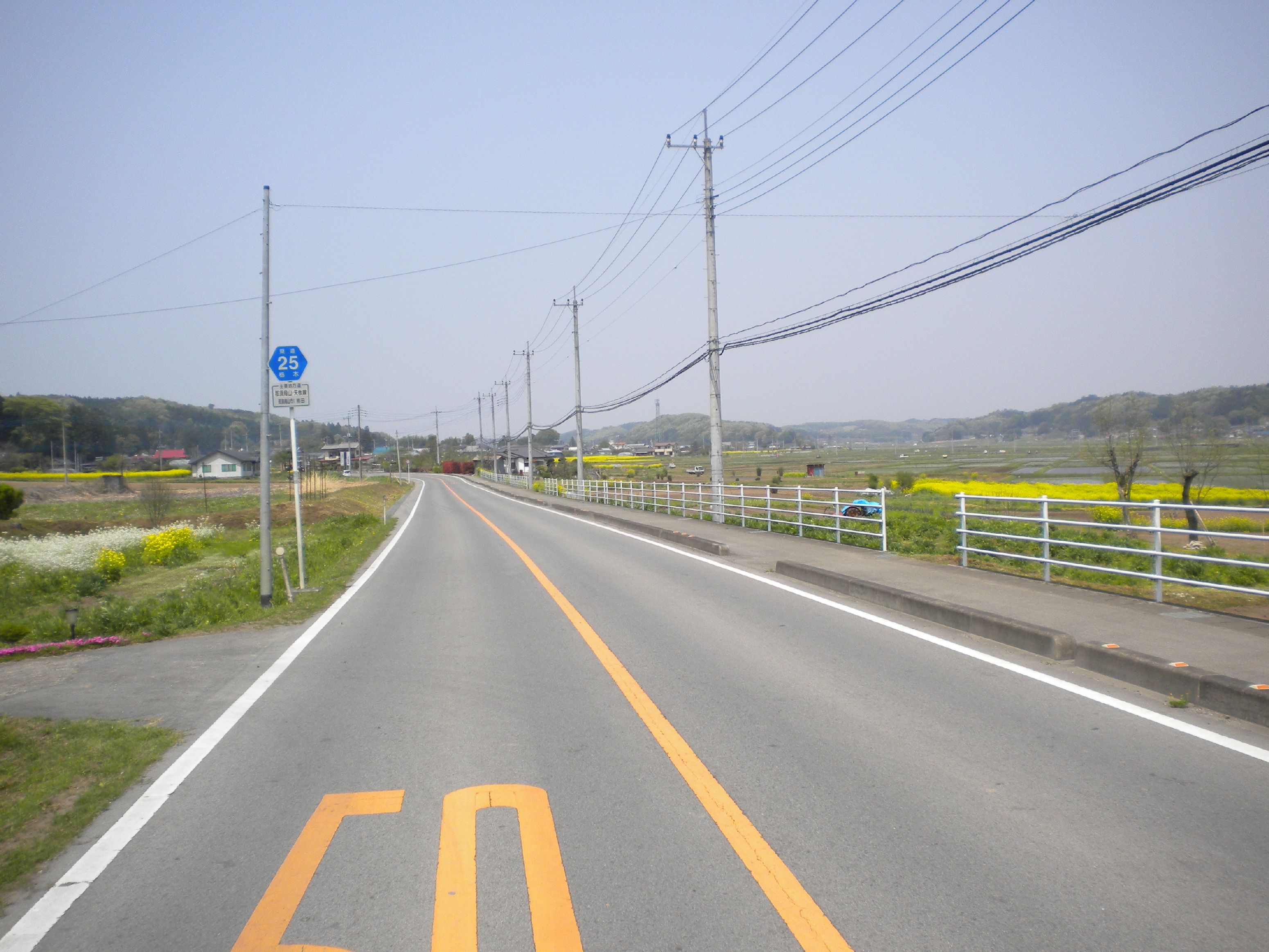
那須烏山市熊田付近（2010年5月）

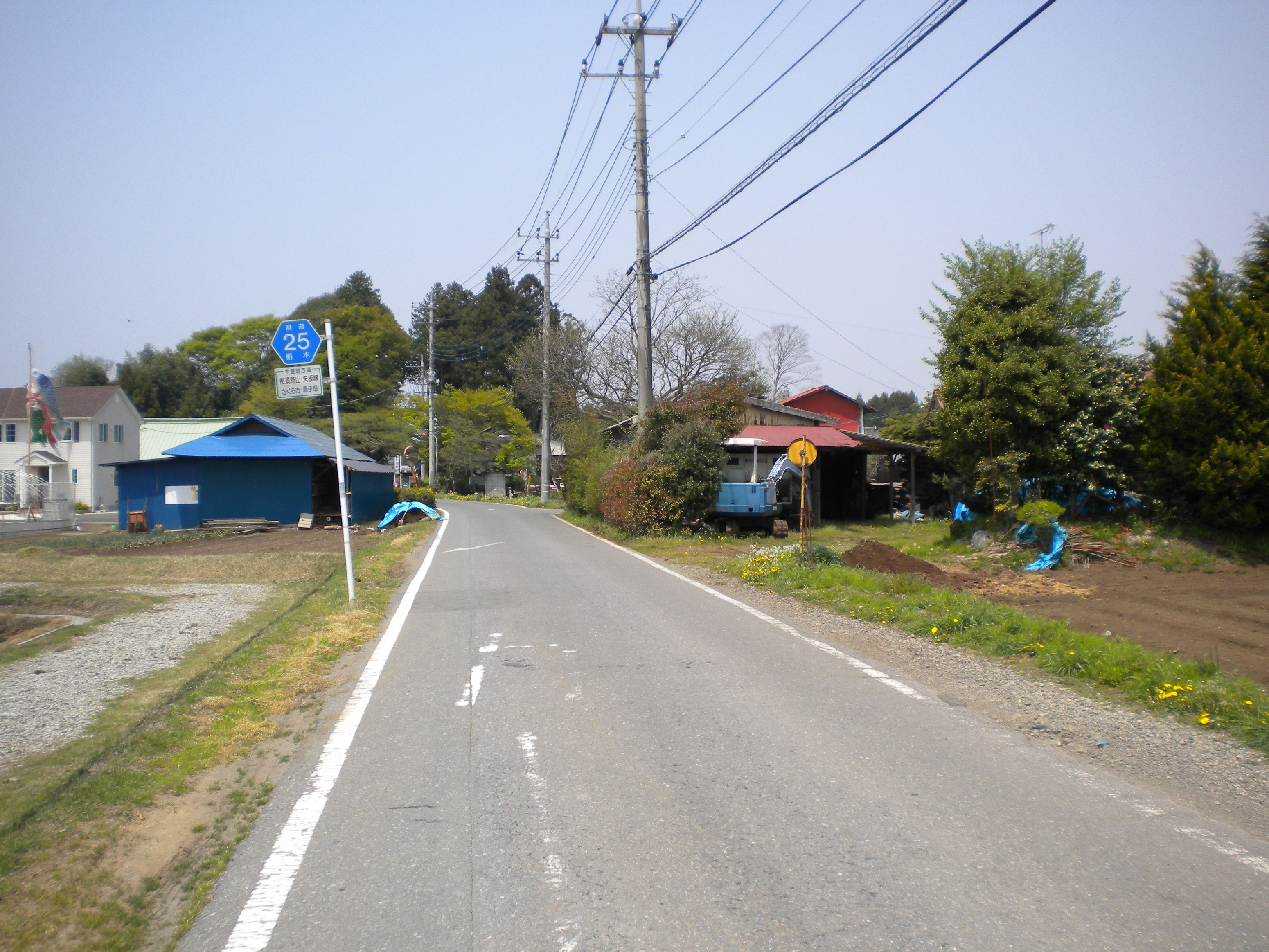
さくら市鹿子畑付近（2010年5月）

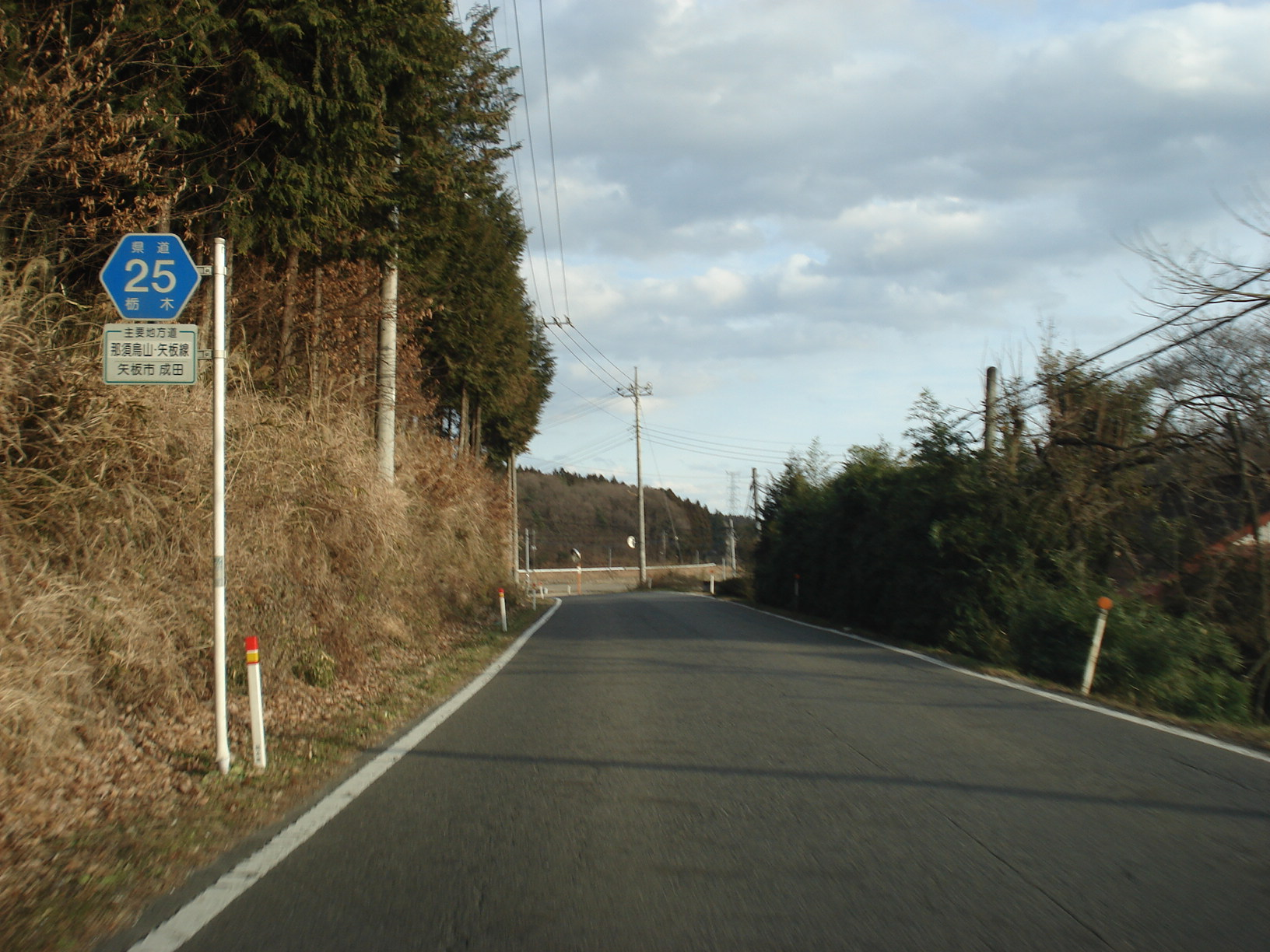
矢板市成田付近（2009年1月）

- 栃木県道222号熊田喜連川線（那須烏山市熊田）
- 栃木県道233号小川大金停車場線（那須烏山市熊田）
- 国道293号（さくら市鹿子畑）
- 栃木県道167号蛭田喜連川線（さくら市金枝）
- 栃木県道114号佐久山喜連川線（さくら市南和田）
- 栃木県道114号佐久山喜連川線（さくら市下河戸）
- 栃木県道48号大田原氏家線（さくら市上河戸交差点）
- 国道4号（終点）